# Иван Каблуков
Иван Алексеевич Каблуков (1857 - 1942) е руски учен, професор по физикохимия в Московския университет. Възпитаник на руската школа на Марковников и Бутлеров. В края на XIX век работи в лабораторията на немския учен Оствалд в Лайпциг върху електропроводимостта и дисоциацията на електролитите. Обединява теорията на Арениус за електролитите с хидратната теория на Менделеев за разтворите и поставя основите на съвременната теория за електролитната дисоциация.